# Ben je down?
Ben je down? is een lied van de Nederlandse hiphopartiest Famke Louise in samenwerking met de Nederlandse zanger Jayh en Nederlandse dj Badd Dimes. Het werd in 2018 als single uitgebracht.

## Achtergrond
Ben je down? is geschreven door Badreddine Slilem, Famke Meijer, Jaouad Ait Taleb Nasser en Richy George en geproduceerd door Badd Dimes en Richy Rich. Het is een nummer uit het genre nederhop. In het lied zingen de artiesten over een persoon waarmee de liedverteller graag mee wil zijn en vragen ze aan die persoon of diegene dat ook wil. Het is de eerste en enige keer dat de artiesten met elkaar hebben samengewerkt. De single heeft in Nederland de gouden status.

## Hitnoteringen
De artiesten hadden succes met het lied in de hitlijsten van Nederland. Het piekte op de twintigste plaats van de Nederlandse Single Top 100 en stond acht weken in deze hitlijst. Er was geen notering in de Nederlandse Top 40; het kwam hier tot de vierde positie van de Tipparade. 